# Palazzo Sertini
Palazzo Sertini si trova in via de' Corsi 1, angolo via de' Pescioni, a Firenze, davanti alla fiancata sud della chiesa di San Gaetano.

## Storia
Il palazzo è di origine tre/quattrocentesca e risale al tempo in cui era proprietà della famiglia Sertini, una famiglia originaria di Passignano e Castelfiorentino, che si inurbò nel XIV secolo prendendo il nome dal capostipite Ser Tino di Ser Vermiglio ("Ser" era l'appellativo per i notai).

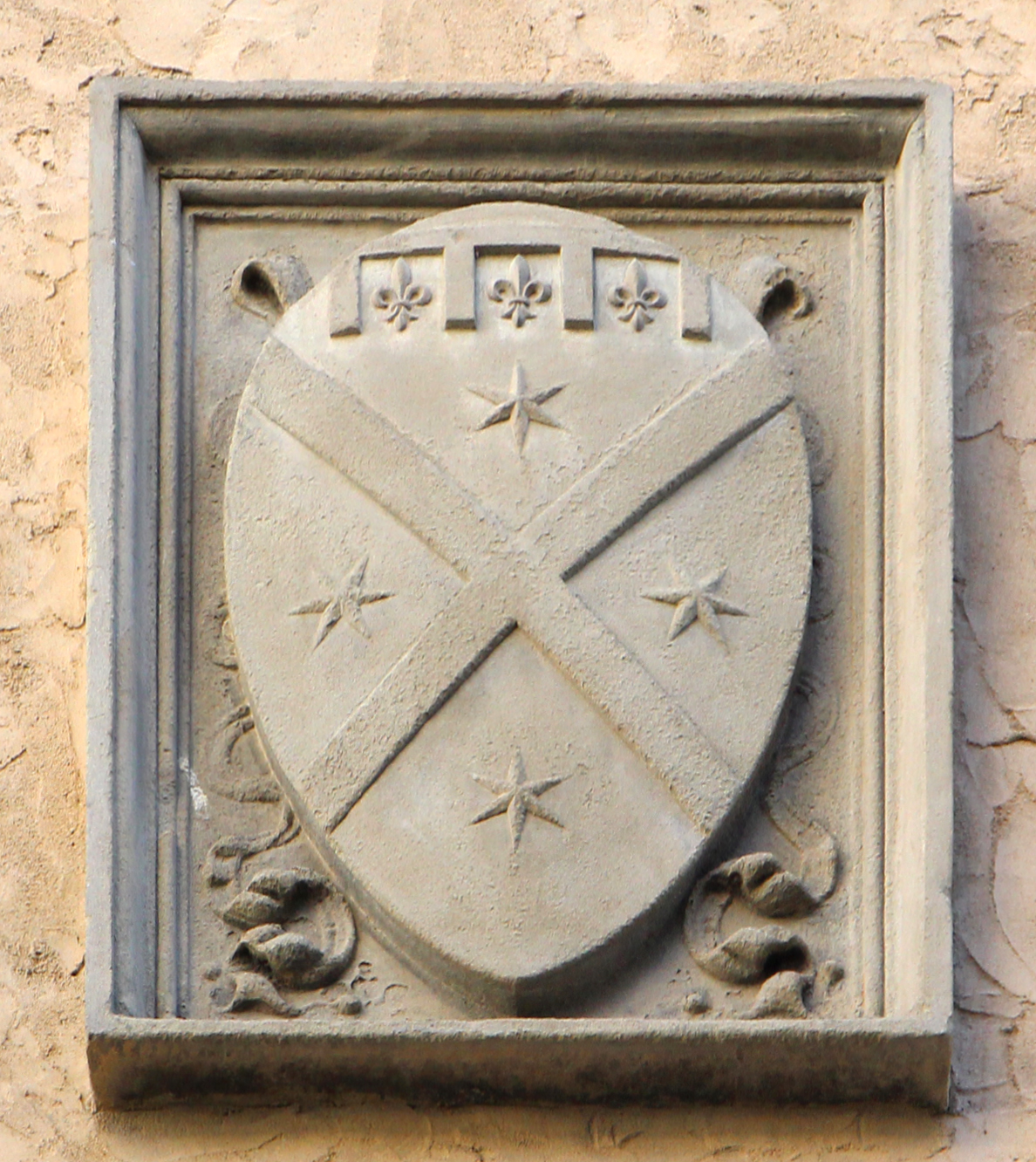
Stemma

Della prima costruzione sono ancora apprezzabili resti di bozzato angolare al piano terreno e, sempre a questo livello, tra le finestre, tracce di nove mensoloni in pietra che dovevano sostenere lo sporto sulla strada, fatto demolire in base alle disposizioni del governo cittadino, nonostante i tentativi dell'allora proprietario, Giulio de' Nobili, di preservarlo nella sua originaria configurazione. La ricostruzione, a determinare le forme ancora sostanzialmente odierne, è databile a dopo il 1490 e, secondo Walther Limburger, ricorda la maniera di Baccio d'Agnolo (soprattutto riguardo alle finestre rettangolari quadripartite da incrociature in pietra, come a palazzo Bartolini Salimbeni).
Al XVI secolo risale la decorazione a graffiti di una parte del paramento esterno ad opera di Andrea Feltrini. Con la scomparsa della famiglia nel XVII secolo, le loro proprietà passarono ai De Nobili, per poi pervenuire agli Incontri, ai Corsi, agli Arcovati e ai Visconti.
Notevole fu il rischio di abbattimento completo durante l'epoca del Risanamento di Firenze, quando venne lambito dal "piccone demolitore" che aprì via dei Pescioni.
Nel 1903 furono restaurati i graffiti, già ripassati nell'Ottocento. Al 1904 si data un restauro della porta su via de' Corsi e, nel 1926, l'allargamento della porta su via dei Pescioni. All'inizio degli anni novanta del Novecento l'edificio ha subito un ulteriore intervento complessivo.
Tra il 1917 e il 2020 l'edificio è stato sede dellaBanca Commerciale d'Italia, ora della Banca Intesa Sanpaolo (che di fatto ha occupato anche l'edificio di via dei Pescioni 1 fino a luglio 2020). Il palazzo appare nell'elenco redatto nel 1901 dalla Direzione Generale delle Antichità e Belle Arti, quale edificio monumentale da considerare patrimonio artistico nazionale.
Nel luglio 2020 palazzo Sertini è stato acquistato da Alexandra Lavranos per il gruppo LXL.com. Il piano terra di via dei Corsi e via dei Pescioni sarà ristrutturato per finalità commerciali e il primo piano sarà destinato a sede europea della società.

## Descrizione

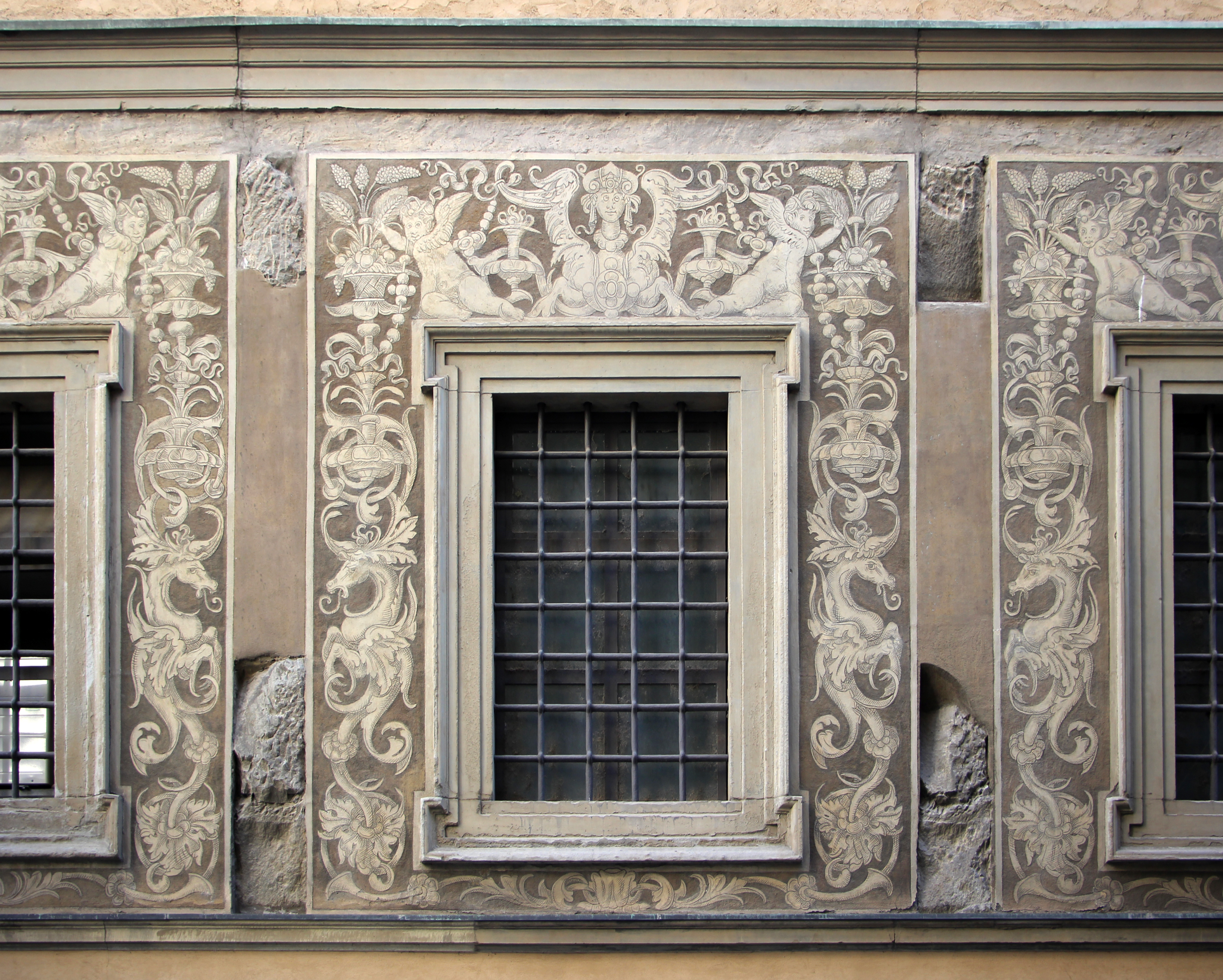
I graffiti

Attualmente l'immobile, articolato su tre piani, presenta su via dei Pescioni un breve fronte di due assi, estendendosi poi per sette assi (più due laterali con diversa configurazione delle finestre) su via de' Corsi. Le bucature sono rettangolari, architravate al piano nobile e allineate su un ricorso in pietra che funge da marcadavanzale. Anche il portale, soprelevato di due gradini rispetto al piano stradale, è architravato e incorniciato in pietra. Corona il tutto una gronda alla fiorentina di significativo aggetto.
Ciò che caratterizza il palazzo (e a lungo gli ha dato fama) è tuttavia, su tutto il prospetto dal lato di via dei Pescioni e nella zona superiore del piano terreno su via de' Corsi, una decorazione a graffito originariamente tracciata da Andrea Feltrini (secondo Giorgio Vasari) e in buona parte rifatta nell'Ottocento, quando l'edificio subì radicali restauri. A proposito del restauro del 1903, scriveva Guido Carocci su Arte e Storia: "de' graffiti lodati dal Vasari non restarono che pochi tratti al disotto degli sporti troncati e quelli della piccola facciata laterale, sufficienti però a darci una chiara idea della bellezza e della originale genialità di quella ricca decorazione".
Anche il portale è architravato e incorniciato dalla pietra, con due gradini. Al primo piano sono alcuni semplici ferri portabandiera. Al centro della facciata, sopra le finestre del primo piano, è uno scudo con cornice in pietra che reca l'arme della famiglia Sertini (di rosso, alla croce di Sant'Andrea d'oro, accantonata da quattro stelle a otto punte dello stesso, con il capo cucito d'Angiò).
Dall'ampio ambiente voltato che occupa per tutta la sua profondità l'edificio dal lato di via dei Pescioni si accede ad altri ambienti, con stesse caratteristiche architettoniche che tuttavia si trovano in corrispondenza del fronte dell'edificio segnato con il numero civico 1.